# Matthias Haß (Politiker)
Matthias Haß (* 18. April 1967 in Stade) ist ein deutscher Rechtsanwalt und ehemaliger Politiker (CDU). Er war vom 18. Dezember 2017 bis 20. Dezember 2019 Staatsminister der Finanzen des Freistaates Sachsen.

## Leben
Nach dem Abitur an der Kieler Gelehrtenschule (1986) nahm Haß 1988 ein Studium der Evangelischen Theologie und Rechtswissenschaft an den Universitäten in Kiel und Münster auf, das er 1993 mit dem Ersten juristischen Staatsexamen abschloss. 1997 legte er das Zweite juristische Staatsexamen am Oberlandesgericht Düsseldorf ab. Im selben Jahr wurde er an der Universität Münster mit dem Dissertationsthema Der Erwerb der Kirchenmitgliedschaft nach evangelischem und katholischem Kirchenrecht. Eine Untersuchung der staatskirchenrechtlichen, kirchenrechtlichen und rechtstheologischen Bezüge der Kirchenmitgliedschaft zum Doktor der Rechte promoviert.
Nach seiner Zulassung als Rechtsanwalt war Haß 1997/98 in einer großen Anwaltskanzlei für Wirtschaftsrecht angestellt. 1998 trat er in den Dienst des Sächsischen Staatsministeriums der Finanzen ein. Dort war er zunächst Referent in der Haushaltsabteilung und von 2000 bis 2001 Leiter des Staatssekretärbüros von Wolfgang Voß. Ab 2002 übernahm er die Leitung der Ministerbüros von Thomas de Maizière im Sächsischen Staatsministerium der Finanzen und daran anschließend von 2002 bis 2003 im Sächsischen Staatsministerium der Justiz. Von 2003 bis 2006 leitete er das Referat für Bundes- und Europaangelegenheiten im Sächsischen Staatsministerium der Finanzen.
Haß wechselte 2006 in das Bundeskanzleramt und war dort bis 2010 Gruppenleiter für „Gesellschaftspolitik, Bildung und Forschung sowie Angelegenheiten der Neuen Länder“. Von dort wechselte er Anfang 2010 als Leiter der Unterabteilung „Grundsatzfragen der Finanzpolitik“ in das Bundesministerium der Finanzen. Von 2011 bis August 2014 leitete er dort den Leitungsstab (Stab Leitung und Kommunikation) und daran anschließend leitete er als Ministerialdirektor bis zum 18. Dezember 2017 die Abteilung für föderale Finanzbeziehungen, Staats- und Verfassungsrecht sowie Rechtsangelegenheiten im Bundesministerium der Finanzen.
Am 18. Dezember 2017 wurde Haß von Ministerpräsident Michael Kretschmer zum Sächsischen Staatsminister der Finanzen ernannt.
Am 18. Dezember 2019 kündigte Haß an, für eine weitere Amtszeit und damit für das neue Kabinett nicht mehr als Minister zur Verfügung zu stehen. Sein Nachfolger als Sächsischer Staatsminister der Finanzen ist Hartmut Vorjohann.
Seit 2021 ist Haß als Rechtsanwalt für die Rechtsanwaltsgesellschaft des internationalen Wirtschaftsprüfungs- und Beratungsunternehmens Forvis Mazars tätig.